# 大野明
大野 明（おおの あきら、1928年11月13日 - 1996年2月5日）は、日本の政治家。位階は正三位。勲等は勲一等。
衆議院議員（9期）。参議院議員（1期）。労働大臣（第45代）。運輸大臣（第63代）。
衆議院議長、自由民主党副総裁を務めた大野伴睦の四男。

## 来歴・人物
岐阜県山県郡美山町生まれ。慶應義塾幼稚舎、慶應義塾普通部、慶應義塾高等学校を経て、慶應義塾大学法学部政治学科卒業後、父の秘書を務める。1956年11月、大野つや子と結婚。
1964年、父の死去に伴い、後継者として第30回衆議院議員総選挙岐阜1区補欠選挙に自由民主党から立候補し初当選。
1982年、第1次中曽根内閣の労働大臣として初入閣。1983年の第37回衆議院議員総選挙では現職閣僚でありながら落選。
1986年、第38回衆議院議員総選挙で当選。1990年、第2次海部内閣で運輸大臣を務める。1992年、衆議院議員在職25年を迎え、衆議院より院議をもって表彰された。1993年の第40回衆議院議員総選挙では新党ブームと野田聖子の初当選もあり落選する。
1995年の第17回参議院議員通常選挙岐阜県選挙区に立候補し当選。
議員在職中の1996年2月4日夜、家族や知人とドライブや食事をした後、帰宅の途中に急に息苦しくなり病院に搬送されたが、翌5日、急性心筋梗塞のため、死去した。67歳没。死没日をもって正三位に叙され、勲一等旭日大綬章を追贈された。哀悼演説は同月23日の参議院本会議で、平井卓志により行われた。
同年3月、死去に伴う参議院岐阜県選挙区補欠選挙で妻のつや子が後継として立候補し当選、参議院議員として通算2期務めた。

## 家族
- 父-大野伴睦（衆議院議長、自民党副総裁）
- 妻-大野つや子（自民党参議院議員）
- 次男-大野泰正（自民党参議院議員 元岐阜県議会議員）